# Escut de Riells i Viabrea

Escut oficial de Riells i Viabrea

L'escut oficial de Riells i Viabrea va ser aprovat el 9 d'abril de 1999 i publicat al DOGC el 30 del mateix mes amb el número 2.879. Té el següent blasonament:
Escut caironat partit: 1r de sinople, 2 geminats ondats d'argent en banda; 2n d'argent, una faixa ondada d'atzur, i ressaltant sobre la segona partició una mata arrencada de bruc d'or. Per timbre una corona mural de poble.
La primera partició representa les armes parlants de Riells, nom derivat del llatí "rivulos", riuets. La segona partició són les armes de Viabrea: la riera de Sant Llop darrere una mata de bruc, que tradicionalment ha estat la principal font de l'economia del poble; les escombres que l'Ajuntament de Barcelona utilitzava per escombrar els carrers de la ciutat eren fetes amb bruc de Viabrea.